# Петя Славова
Петя Иванова Баракова-Славова, известна като Петя Славова, е български предприемач и банкер, председател на надзорния съвет и мажоритарен акционер в „Инвестбанк“ АД.
Собственик е на „Феста холдинг“, чрез който се управляват активи над 1,2 млрд. лв.. Холдингът включва дружества от сферата на здравното осигуряване, транспорта, строителството, недвижимите имоти и др.
Сред тях са „Инвест фонд мениджмънт“, Застрахователно акционерно дружество БЪЛГАРИЯ АД, „Феста хотели“, поморийската винарна „Черноморско злато“, транспортната „Рожен експрес“, а също и варненският „Феста Делфинариум“.
Към 2022 г. Петя Славова е работодател на над 2 000 човека, като само в Инвестбанк са над 600 служители.
В началото на 2013 година в редица медии излиза информация, че от 21 декември 2012 г. чрез Инвестбанк Петя Славова е собственик и на вестниците „24 часа“ и „Труд“. Според други източници, не става дума за смяна на собствеността, а само за смяна на кредитора на "Медийна група България – Холдинг" ООД, която остава собственик на двете издания.
През декември 2018 г., в бр. 17, престижното британско издание „TIME“ публикува материал за Петя Славова, в качеството ѝ на успял български инвеститор под заглавие „Феста Холдинг – най-доброто от България“.
През януари 2019 г. излиза първият брой на специалното издание на сп. Мениджър „Приносът на милионерите“, за което Петя Славова получава покана за участие. Интервюто Архив на оригинала от 2019-11-12 в Wayback Machine. е озаглавено „Няма универсална рецепта за успех, всичко се дължи на постоянство и всекидневен труд“ и в него Петя Славова разказва за дългогодишния си опит като успешен инвеститор и предприемач.
През май 2019 г. сп. Икономика отличи Петя Славова с плакет за дългогодишен принос в областта на финансовия сектор.

## Биография
Петя Славова е родена на 20 януари 1961 г. в село Дъбово, Казанлъшко. Завършила е икономическия техникум в Стара Загора, а през 1984 г. – Икономическия университет във Варна (ВИНС „Д. Благоев“), специалност „Счетоводство и контрол“. През 1991 г. записва следдипломна специализация по управление и маркетинг във ВИИ „Карл Маркс“ в София (сега Университет за национално и световно стопанство, София – УНСС).
През 1991 г. идва на следдипломна квалификация в София и започва съвместен бизнес с Митко Събев, като двамата създават „Феста холдинг“. Отначало се занимават с внос на детски дрехи от Дубай и управляват студентската кооперация „Бонита“. Търгуват с метали, вина, коняци и горива. Стават акционери в Международната ортодоксална банка „Св. Никола“. По-късно финансовата институция е преименувана на Нефтинвестбанк, а днес е Инвестбанк. Впоследствие, през 2002 г., Митко Събев и Петя Славова разделят бизнеса си, като „Феста холдинг“ остава за Петя Славова. Холдингът държи дялове от 17 компании, сред които ТБ Инвестбанк, ЗОК „България Здраве“, притежава няколко луксозни хотела, както и делфинариума във Варна. През „Винком“ Славова е собственик и на производителя на вина „Черноморско злато“.

## Бизнес развитие
През 1991 г. стартира съвместен бизнес с Митко Събев и двамата създават „Феста холдинг“. Първоначално компанията се занимава с внос на детски дрехи и управлява студентската кооперация „Бонита“. По-късно разширява търговската си дейност и осъществява сделки по продажба на метали, алкохол и горива.
Петя Славова става акционер в Международната ортодоксална банка „Св. Никола“. По-късно финансовата институция е преименувана на „Нефтинвестбанк“, а днес носи името „Инвестбанк“. През 2002 г. Петя Славова става мажоритарен собственик на „Феста холдинг“ и управлява дялове от 17 компании.

### Феста Холдинг
Основен фокус на холдинга е придобиването и стратегическото управление на инвестиции и активи в България. Притежава собственост в различни сектори от икономиката и продължава да инвестира в иновативни и развиващи се бизнес стратегии. Петя Славова е част от висшия мениджмънт на редица дружества от холдинга. В структурата му влизат „Инвестбанк“ АД, ЗК „България Иншурънс“ АД, „Феста хотели“, „Черноморско злато“, „Феста Делфинариум“ и други.

### Инвестбанк АД
„Инвестбанк“ АД е българска банка, която предоставя широк спектър от банкови продукти и услуги за физически и юридически лица.

### ЗК България Иншурънс АД
ЗК „България Иншурънс“ АД е лидер на пазара на здравното осигуряване и предлага различни здравноосигурителни пакети, медицинска застраховка на физически лица и фирми, здравни застраховки.

### Феста хотели
„Феста хотели“ е хотелска верига с от общо 7 хотела в морски и планински курорти.

### Винарна Черноморско злато
„Черноморско злато“ притежава повече от 700 хектара собствени лозя от най-известните класически винени сортове и произвежда алкохолни напитки.

### Феста делфинариум
Феста Делфинариум е единствено по рода си в България атракционно съоръжение. Разположен е сред зеленината в северната част на варненската Морска градина, с чудесен изглед към морето.Открит е на 19.08.1984 г. и е един от символите не само на Варна, а и на българския туризъм. Делфинариумът е неотменна точка в програмите на всички туристи, посещаващи Черноморието.

## Обществена дейност
Банката на Петя Славова подкрепя конкурса за чиста и прозрачна журналистика „Web report“, организиран от Dir.bg. Основната му цел е да покаже, че създаването на качествено съдържание от българските медии е възможно и трябва да се превърне в приоритет на средата.
„Инвестбанк“ АД е генерален партньор на единствения по рода си конкурс за съвременно изкуство MOST. Проектът насърчава новаторството в изкуството и дава възможност за изява на млади български артисти от страната и чужбина, като им предоставя нови възможности за професионална реализация на локално и международно ниво.

## Връзки с Любен Гоцев
Стартът на бизнеса на Петя Славова се свързва с Митко Събев и с о.з. генерал Любен Гоцев, бивш министър на външните работи и бивш шеф на Първо главно управление на Държавна сигурност. Двамата се сближават покрай поезията. Когато разбира, че Петя Славова пише стихове, генералът ѝ посвещава стихотворение.
През 1995 г. ген. Гоцев е поканен като консултант в Международната ортодоксална банка „Св. Никола“ от Цветан Начев, неин създател, основен собственик и шеф. Ген. Гоцев става и акционер в банката с 5% от капитала. През 1996 г. Международната ортодоксална банка има проблеми и нужда от капитали. Любен Гоцев представя Петя Славова и Митко Събев на Цветан Начев като собственици на „Феста“. „Феста“ отпуска краткосрочен кредит от 80 млн. лв. на банката, тъй като банката не може да го върне и през пролетта на 1997 г. невърнатият кредит е преобразуван като акционерно участие в банката – Петя Славова с 1%, Митко Събев с 1%, „Феста“ с 5% и „Юкос петролеум“ с 5%.
Новите акционери правят Любен Гоцев член на надзорния съвет на банката и техен представител. Петя Славова влиза в управителния съвет. Митко Събев също влиза в надзора като представител на „Юкос“. Новите акционери постепенно поемат управлението на банката. През 2002 г. банката се преименува на Инвестбанк. Приятелството на Петя Славова с ген. Любен Гоцев се запазва през годините. Той остава акционер в Инвестбанк.

## Скандали
Бизнесът на Петя Славова се съпътства от различни скандали през годините.
- Първият е за собствеността на Международна ортодоксална банка.

- Вторият при покупката на хотела „Константин палас“ в Боровец.

- Третият скандал е свързан с 25 дка земя в стария Несебър, на която Петя Славова иска да построи делфинариум.[20]

- Немалко скандали са свързани и с управлението на Инвестбанк.[21]

## Личен живот
Петя Славова има дъщеря Жени от брака си с варненския строителен предприемач Венцислав Дорелов. През 1993 г. двамата се развеждат. От връзката с Митко Събев Петя Славова има син Ивайло. И двете деца израстват и получават образованието си в чужбина: Жени учи в Швейцария и Англия, а Ивайло в Италия. Бизнес дамата признава, че ги е лишавала от внимание заради работата. Жени завършва гимназия в Швейцария и университет в Лондон. Омъжена е за Алексей Новицки. В края на ноември 2011 г. им се ражда син. Ивайло живее и учи в Италия. През 2002 г. Митко Събев и Петя Славова разделят бизнеса си и прекратяват съвместното си съжителство.